# بيت علام
قرية بيت علام هي إحدى القرى التابعة لمركز جرجا بمحافظة سوهاج في جمهورية مصر العربية. حسب إحصاءات سنة 2006، بلغ إجمالي السكان في بيت علام 16393 نسمة، منهم 8114 رجل و8279 امرأة.